# Lidia Zvéreva
Lidia Vissarionovna Zvereva  (ruso: Лидия Виссарионовна Зверева) (apellido paterno: Lebedeva, y  Zvereva tras su primer matrimonio;  San Petersburgo, 15 de mayo de 1890- 1916), fue la primera mujer piloto con licencia rusa.

## Biografía

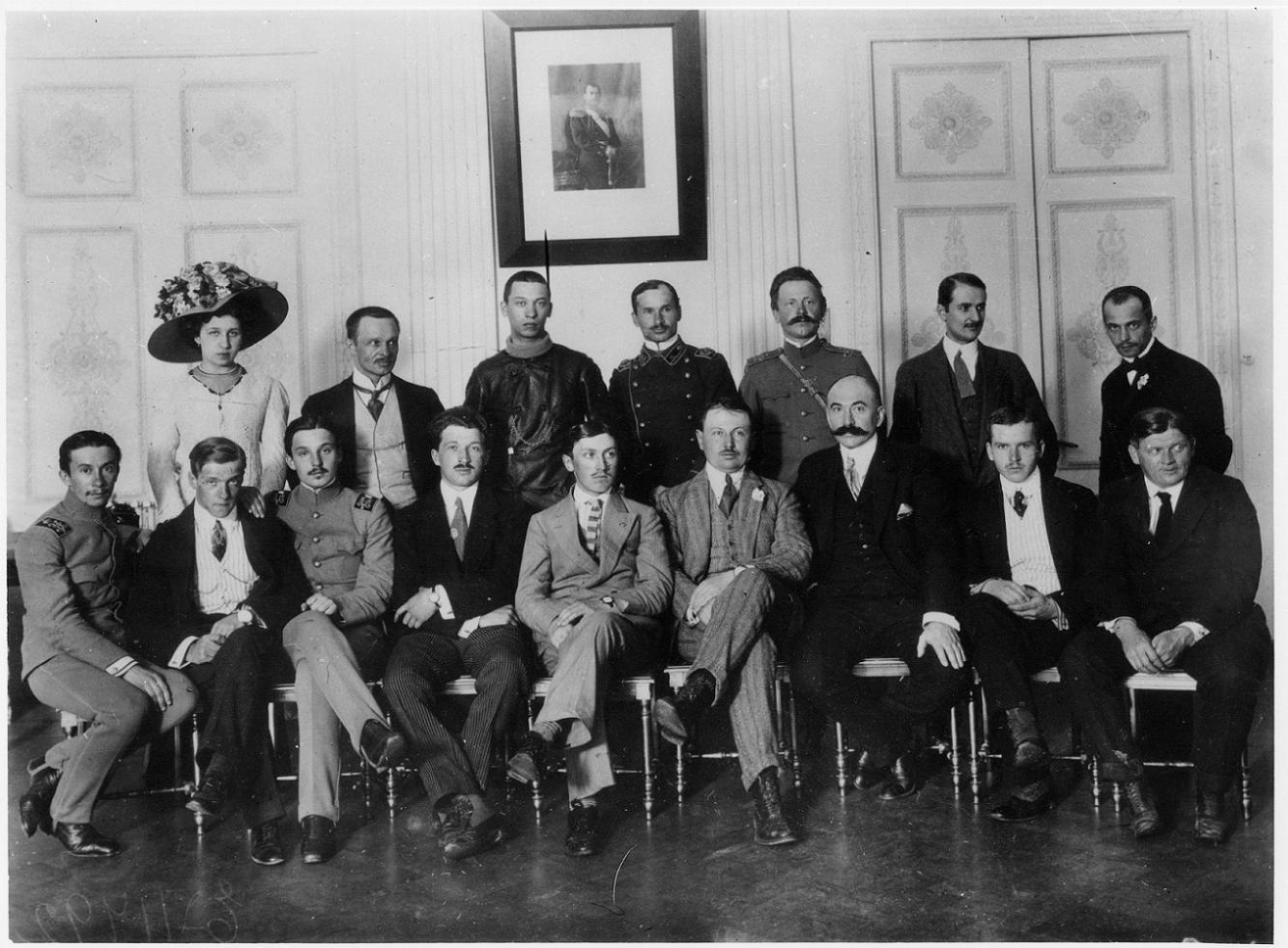
Zvereva con un grupo de vuelo de aviadores de San Petersburgo-Moscú

Fue hija de un general de ejército ruso,  Vissarion Lebedev, quien participó en las guerras balcánicas de 1877-1878.
Se graduó en la escuela femenina de Mariinsky (según otras fuentes, se graduó en el Instituto de Mujeres Nobles de Białystok). A los 17 años, se casó con el ingeniero I. Zverev. Dos años más tarde, muere su marido Zverev.
En 1910 ingresó en el club de vuelo de la localidad de Gatchina, "Humayun" (en esta escuela de aviación estudió con Liubov Golantchikova). En noviembre de 1911, después de los exámenes finales, se convirtió en la primera mujer aviadora rusa (piloto con licencia número 31). En la escuela de aeronáutica Zverev conoció a su futuro segundo esposo, un piloto-instructor de Vladimir Sliusarenko, con quien en 1911-1912 realizaron vuelos de exhibición por las ciudades de Rusia.

## Fábrica de aviones
En 1913 Vladimir y Lidia organizaron en Riga, que era uno de los centros de la aviación rusa, sus talleres para la reparación y construcción de aviones, y al mismo tiempo una pequeña escuela de vuelo, en la que ellos mismos fueron capacitados en los vuelos.
Con el estallido de la I Guerra Mundial, Vladimir, recibió una subvención del departamento militar, y trasladó a su empresa, hoy en día llamada Planta en Petrogrado. Durante los próximos dos años, hasta el 1 de agosto de 1916 la planta aprobó la incorporación de 40 aviones militares, "Farman-XXII bis" y "Moran-Parasol". En esos años fueron realizados 8 aviones "Farman-VII" y diez aviones "Farman-IV", y fueron construidos un par de copias de  "Moran-F" de 14 metros, y tenía un pedido de 20 aviones, "Swan-XII".
Lidia falleció el 2 (o el 15) de mayo de 1916 de tifus. Durante el funeral, aviones hicieron un espectáculo aéreo, sus restos se encuentran en el cementerio Nikolsky de Alexander Nevsky Lavra.
Más tarde, Vladimir emigró a Australia.

## Legado
- Una de las calles en Gatchina llevan el nombre de Lidia Zvereva
- Fue la primera mujer piloto con licencia en Rusia